# 미워도 다시 한 번 3편
《미워도 다시 한번 3》(Farewell My Love, Part Three)는 한국에서 제작된 정소영 감독의 1970년 드라마 영화이다. 신영균 등이 주연으로 출연하였고 한갑진 등이 제작에 참여하였다.

## 출연

### 주연
- 신영균
- 문희
- 전계현
- 김정훈

## 기타
- 조명: 정경희
- 미술: 이문현
- 현상: 한국천연색